# 格扎维埃·勒皮雄
格扎维埃·勒皮雄（法語：Xavier Le Pichon，法語發音：[ɡzavje lə piʃɔ̃]；1937年6月18日—2025年3月22日）是一名法国地质学家。在他的众多贡献中，最富盛名的是1968年提出的板块构造论的综合模型。
他是法兰西公学院的教授。

## 生平
勒皮雄教授获得的是物理学博士学位。
- 1963年：以美国纽约哥伦比亚大学科学助理的身份开始科学研究生涯。
- 1969年：任法国布雷斯特布列塔尼海洋学中心海洋地质系主任。
- 1978年：任巴黎第六大学教授。
- 1984年：任巴黎高等师范学院地质系主任。
- 1986年：任法兰西公学院教授。

## 奖项和荣誉
- 1973年：获法国国家科学研究中心银奖。
- 1984年：获美国地球物理联合会颁莫里斯·尤英奖。
- 1985年：成为法国科学院院士，获颁荣誉军团勋章。
- 1990年：获日本国际奖，获颁法国国家荣誉勋章官佐勋章。
- 1991年：获伦敦地质学会颁沃拉斯顿奖章。
- 1995年：成为美国国家科学院外籍院士。
- 2002年：获巴尔赞奖。